# Порт-Шепстон
Порт-Шепстон (англ. Port Shepstone) — город на востоке Южно-Африканской Республики, на территории провинции Квазулу-Натал. Административный центр района Угу.

## История
Порт был заложен в 1867 году после того, как неподалёку были открыты залежи мрамора. Название города связано с именем британского колониального чиновника Теофила Шепстона.

## Географическое положение и климат
Город находится в юго-восточной части провинции, на побережье Индийского океана, в месте впадения в него реки Умзимкулу, на расстоянии приблизительно 117 километров к югу от административного центра провинции Питермарицбурга. Абсолютная высота — 0 метров над уровнем моря.
| Показатель                    | Янв. | Фев. | Март | Апр. | Май | Июнь | Июль | Авг. | Сен. | Окт. | Нояб. | Дек. | Год  |
| ----------------------------- | ---- | ---- | ---- | ---- | --- | ---- | ---- | ---- | ---- | ---- | ----- | ---- | ---- |
| Средний суточный максимум, °C | 26   | 26   | 25   | 24   | 23  | 21   | 21   | 21   | 21   | 22   | 23    | 25   | 23   |
| Средняя температура, °C       | 23   | 23   | 23   | 21   | 19  | 17   | 16   | 17   | 18   | 19   | 20    | 22   | 19   |
| Средний суточный минимум, °C  | 20   | 20   | 20   | 17   | 15  | 12   | 12   | 13   | 15   | 16   | 18    | 19   | 16   |
| Норма осадков, мм             | 121  | 126  | 148  | 82   | 60  | 31   | 38   | 49   | 87   | 114  | 123   | 127  | 1105 |
| Источник: Weatherbase         |      |      |      |      |     |      |      |      |      |      |       |      |      |

## Население
По данным официальной переписи 2001 года, население составляло 9 636 человек, из которых мужчины составляли 50,2 %, женщины — соответственно 49,8 %. Негры составляли 50 % от населения города; азиаты — 39,1 %; белые — 7,3 %; цветные — 3,6 %. Наиболее распространённые среди горожан языки — английский (48,5 %), зулу (40 %), коса (7 %) и африкаанс (3,1 %).

## Экономика и транспорт
На территории города расположены сахарный и известковый заводы, а также мраморный карьер.

Сообщение Порт-Шепстона с другими городами осуществляется посредством железнодорожного и автомобильного транспорта.